# 제주평화연구원
제주평화연구원(濟州平和硏究院, Jeju Peace Institute: JPI)은 대한민국 외교부 및 제주특별자치도의 출연기금으로 설립된 비영리 전문연구기관이다. 제주특별자치도 서귀포시 중문관광로 227-24에 있다. 2013년, 아부다비(Abu Dhabi)에 소재한 '에미리트 전략연구센터(Emirates Centre for Strategic Studies and Research: ECSSR)'는
제주평화연구원을 비 아랍권 전략연구소 중 세계에서 10번째로 중요한 연구소로 선정하였다.

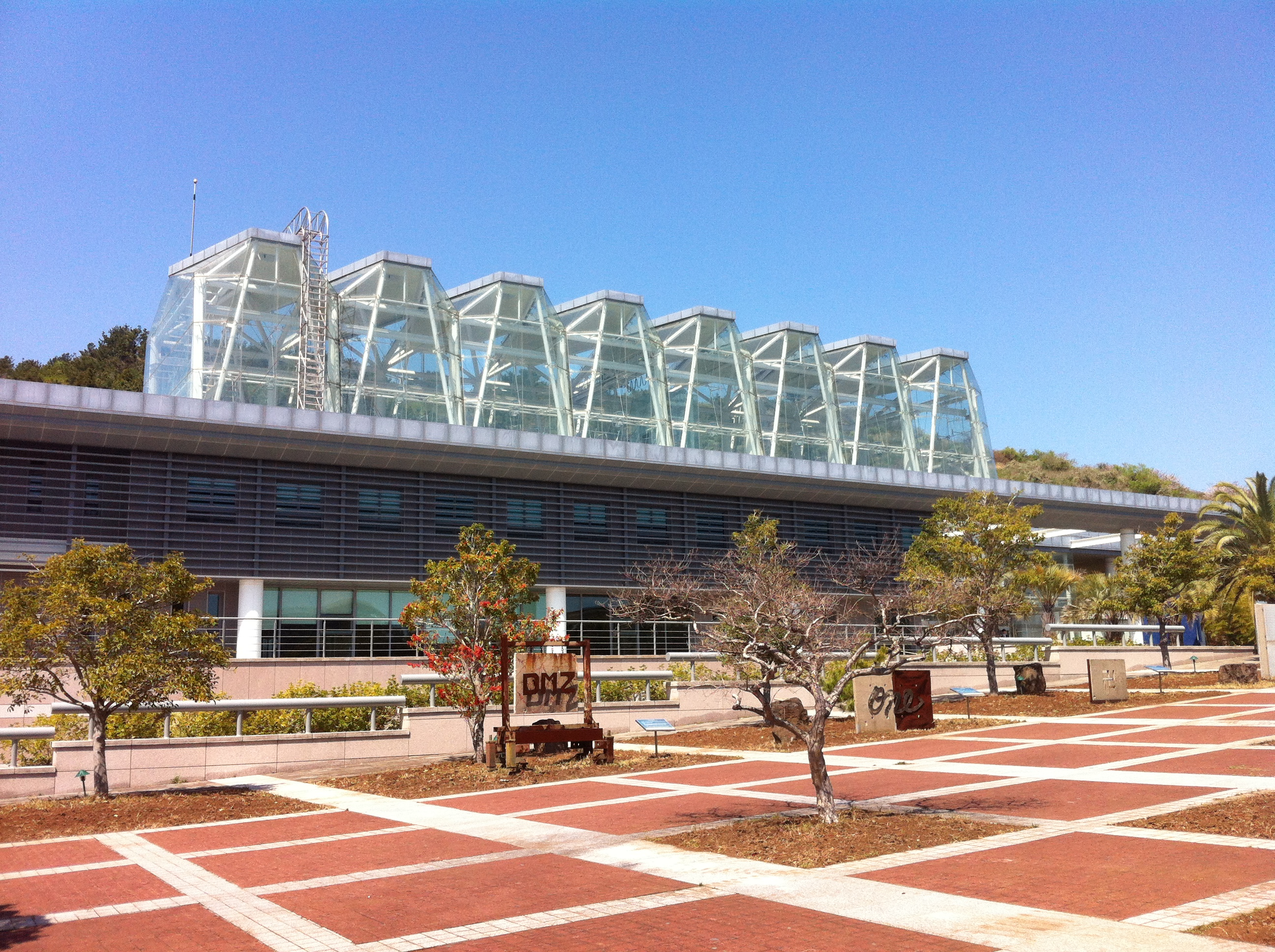
제주평화연구원이 소재한 국제평화센터

## 주요 연혁
- 2005년 1월 27일 제주를 '세계평화의 섬'으로 지정 선포[3]
- 2006년 1월 12일 재단법인 국제평화재단 창립총회 개최.
- 2006년 2월 28일 제주국제평화센터 준공
- 2006년 3월 24일 제주평화연구원 개원[4]
- 2007년 6월 21-23일 제4회 제주평화포럼 개최
- 2009년 8월 11-13일 제5회 제주평화포럼 개최
- 2011년 5월 27-29일 제6회 평화와 번영을 위한 제주포럼 "새로운 아시아" 개최[5]
- 2012년 5월 31-6월 2일 제7회 평화와 번영을 위한 제주포럼 "새로운 트렌드와 아시아의 미래" 개최[6]
- 2013년 5월 29-31일 제8회 평화와 번영을 위한 제주포럼 "아시아의 새로운 물결" 개최[7]
- 2014년 5월 28-30일 제9회 평화와 번영을 위한 제주포럼 "새로운 아시아 설계" 개최[8]
- 2015년 5월 20-22일 제10회 평화와 번영을 위한 제주포럼 "신뢰와 화합의 새로운 아시아를 향하여" 개최[9]
- 2016년 5월 25-27일 제11회 평화와 번영을 위한 제주포럼 "아시아의 새로운 질서와 협력적 리더십" 개최[10]

## 조직
- 연구실

- 평화협력연구부
- 분쟁해결연구부
- 지역통합연구부
- 연구지원팀
- 기획조정실

- 기획팀
- 행정팀
- 제주포럼사무국[11]

- 기획섭외팀
- 행정지원팀

## 역대 원장
| 대수        | 임기                               | 이름   | 주요경력                                         |
| ----------- | ---------------------------------- | ------ | ------------------------------------------------ |
| 초대 및 2대 | 2008년 10월 6일 - 2012년 10월 14일 | 한태규 | 전 외교안보연구원장, 전 태국대사                 |
| 3-4대       | 2012년 10월 15일 -2016년11월 20일  | 문태영 | 전 외교통상부 대변인, 주 파나마대사, 주 독일대사 |
| 5대         | 2016년 11월 21일-2018년11월 26일   | 서정하 | 전 주 헝가리 대사, 주 싱가포르 대사              |
| 6대         | 2018년 11월 27일-2020년11월 26일   | 김봉현 |                                                  |
| 7대         | 2020년 11월 27일-2023년1월 15일    | 한인택 |                                                  |
| 8대         | 2023년 1월 16일-                   | 강정식 | 전 주 호주 대사, 외교부 다자외교조정관           |